# گایزا
شهر گایزا (به آلمانی: Geisa) در ایالت تورینگن در کشور آلمان واقع شده‌است.